# 1610
Il 1610 (MDCX in numeri romani) è un anno  del XVII secolo.

## Eventi
- 7 gennaio – Galileo Galilei osserva per la prima volta i satelliti galileiani di Giove scoprendo Callisto insieme a Simon Marius.
- 11 gennaio – Galileo Galilei e Simon Marius scoprono Ganimede.
- 12 marzo – Le truppe svedesi al comando di Jacob De la Gardie conquistano Mosca.
- 12 marzo – Prima copia del Sidereus Nuncius, trattato astronomico di Galileo Galilei, tirato in quel giorno, insieme ad altre 449 copie successive, in una modesta tipografia di Tommaso Baglioni di Venezia.
- 25 aprile – Trattato di Bruzolo: Viene stretta un'alleanza segreta tra Enrico IV di Francia e Carlo Emanuele I di Savoia siglata nel Castello di Bruzolo.
- 14 maggio – Enrico IV di Francia viene assassinato da François Ravaillac, fanatico religioso, pochi giorni dopo l'incoronazione a regina della moglie Maria de' Medici.
- 6 giugno – Francesco di Sales e Giovanna de Chantal fondano ad Annecy l'Ordine della Visitazione di Santa Maria.
- 10 giugno – I primi coloni olandesi si insediano sull'isola di Manhattan.
- 18 luglio – Dopo quattro anni di vita in continua fuga, il grande pittore Caravaggio muore sulla spiaggia di Porto Ercole, probabilmente di malaria.
- 17 ottobre – Dopo che Enrico IV di Francia viene assassinato da un frate fanatico Luigi XIII di Francia viene incoronato re.

## Nati

### Gennaio
- 10 gennaio - Philip Fruytiers, pittore e incisore fiammingo († 1666)
- 13 gennaio - Maria Anna d'Asburgo († 1665)
- 14 gennaio - Sidney Godolphin, poeta e politico britannico († 1643)

### Febbraio
- 5 febbraio - Giovanni Antonio I di Eggenberg, nobile, politico e diplomatico austriaco († 1649)
- 10 febbraio - Matteo Orlando, vescovo cattolico italiano († 1695)
- 11 febbraio - Giuseppe Battista, poeta italiano († 1675)

### Marzo
- 4 marzo - William Dobson, pittore inglese († 1646)
- 14 marzo - Simone Luigi di Lippe-Detmold, nobile tedesco († 1636)

### Aprile
- 22 aprile - Papa Alessandro VIII, papa, vescovo cattolico e cardinale italiano († 1691)
- 24 aprile - Johann Marquart, giurista tedesco († 1668)

### Maggio
- 18 maggio - Stefano della Bella, incisore italiano († 1664)
- 22 maggio - Francesco Alberti Poja, vescovo cattolico italiano († 1689)

### Giugno
- 17 giugno - Brigida Morello, religiosa italiana († 1679)

### Luglio
- 2 luglio - Francis Browne, III visconte Montagu, nobile inglese († 1682)
- 4 luglio - Giovanni Battista Casoni, pittore italiano († 1686)
- 6 luglio - Thomas Rainsborough, politico e militare britannico († 1648)
- 14 luglio - Ferdinando II de' Medici, sovrano italiano († 1670)
- 16 luglio - Dionisio Bellante, violinista e compositore italiano († 1685)
- 17 luglio - Elizabeth Stewart, nobildonna scozzese († 1673)

### Settembre
- 2 settembre - Adam Lenckhardt, scultore tedesco († 1661)
- 4 settembre - Giovanni Andrea Sirani, pittore e incisore italiano († 1670)
- 6 settembre - Francesco I d'Este, nobile italiano († 1658)
- 10 settembre - Georg Marcgrave, astronomo, naturalista e cartografo tedesco († 1644)
- 14 settembre - Carlo Cerri, cardinale e vescovo cattolico italiano († 1690)
- 21 settembre - Vettor Grimani Calergi, nobiluomo e criminale italiano († 1665)

### Ottobre
- 3 ottobre - Gabriele Lalemant, gesuita e missionario francese († 1649)
- 4 ottobre - Eustachio Divini, ottico e astronomo italiano († 1685)
- 6 ottobre - Angelo Maria Ciria, arcivescovo cattolico italiano († 1656)
- 6 ottobre - Jean-Pierre Médaille, presbitero francese († 1669)
- 6 ottobre - Charles de Sainte-Maure, letterato francese († 1690)
- 7 ottobre - Giovan Battista Nicolosi, presbitero, geografo e cartografo italiano († 1670)
- 13 ottobre - Giacomo de Angelis, cardinale e arcivescovo cattolico italiano († 1695)
- 19 ottobre - James Butler, I duca di Ormonde, generale britannico († 1688)
- 28 ottobre - Jacob Kettler, duca († 1682)

### Novembre
- 8 novembre - Pietro Vidoni, cardinale e vescovo cattolico italiano († 1681)
- 21 novembre - Giovanni Francesco Marcorelli, compositore e organista italiano († 1651)
- 22 novembre - Maria Elisabetta di Sassonia, principessa tedesca († 1684)

### Dicembre
- 9 dicembre - Baldassarre Ferri, cantante lirico italiano († 1680)
- 10 dicembre - Adriaen van Ostade, pittore e incisore olandese († 1685)
- 15 dicembre - David Teniers il Giovane, pittore fiammingo († 1690)
- 18 dicembre - Charles du Fresne, sieur du Cange, storico, linguista e filologo francese († 1688)
- 21 dicembre - Lucrezia Dondi dall'Orologio Obizzi, nobile italiana († 1654)
- 25 dicembre - Charles Howard, III conte di Nottingham, nobile inglese († 1681)
- 28 dicembre - Basilio di Ostrog, vescovo ortodosso e santo serbo († 1671)

### Senza giorno specificato
- Laura del Bosco Ventimiglia, nobile italiana († 1664)
- Paisio di Alessandria, arcivescovo ortodosso greco († 1678)
- Samuele Aboab, rabbino italiano († 1694)
- Adam Adami, vescovo cattolico tedesco († 1663)
- Sybrand van Beest, pittore e disegnatore olandese († 1674)
- Wojciech Bobowski, musicista, poeta e pittore polacco († 1675)
- Matteo Borbone, pittore italiano († 1689)
- Giovanni Artusi Canale, scultore italiano († 1676)
- Anna Carafa della Stadera, nobildonna italiana († 1644)
- Francesco Carducci, vescovo cattolico e letterato italiano († 1654)
- Louis Nicolas de Clerville, architetto francese († 1677)
- Andrea Costaguta, religioso e architetto italiano († 1670)
- Maria Cunitz, astronoma e matematica tedesca († 1664)
- Andrea De Lione, pittore italiano († 1685)
- Pietro del Pò, pittore e incisore italiano († 1692)
- Gregory Dexter, politico statunitense († 1700)
- Robert Dormer, I conte di Carnarvon, militare inglese († 1643)
- Henry Du Mont, musicista e compositore belga († 1684)
- Abraham Duquesne, ammiraglio francese († 1688)
- Daniel van den Dyck, pittore e incisore fiammingo († 1670)
- Albert Eckhout, pittore olandese († 1665)
- François Eudes de Mézeray, storico francese († 1683)
- Bernardino Fernández de Velasco, generale e politico spagnolo († 1652)
- Ercole Ferrata, scultore italiano († 1686)
- Johann Karl von Frankenstein, vescovo cattolico tedesco († 1691)
- Ferdinando di Gonzaga-Nevers, nobile francese († 1632)
- William Goodsonn, ammiraglio inglese († 1680)
- Domenico Guargena, pittore italiano († 1663)
- Dionisio Guerri, pittore italiano († 1640)
- Germain Habert, religioso e poeta francese († 1654)
- Charles Hoole, pedagogista britannico († 1667)
- Jin Shengtan, scrittore, editore e critico letterario cinese († 1661)
- Edward King, poeta inglese († 1637)
- Michel Lambert, compositore, cantante e liutista francese († 1696)
- Francesco Lanfranchi, architetto italiano († 1669)
- Francesco Lauri, pittore italiano († 1635)
- Juan Lozano, arcivescovo cattolico spagnolo († 1679)
- Henry Lucas, religioso e politico inglese († 1663)
- Anton Francesco Lucini, incisore e disegnatore italiano
- Niccolò I Ludovisi, nobile italiano († 1664)
- Niccolò Menghini, scultore italiano († 1665)
- Louise Moillon, pittrice francese († 1696)
- Natale Monferrato, compositore e direttore di coro italiano († 1685)
- Jacques Pousset de Montauban, drammaturgo francese († 1685)
- Matthew Newcomen, religioso inglese († 1669)
- Michele Pace, pittore italiano († 1670)
- Felice Passera, farmacista e scrittore italiano († 1702)
- Francesco Pescaroli, architetto e intagliatore italiano († 1679)
- Galeotto IV Pico della Mirandola, nobile italiano († 1637)
- Filippo Planzone, scultore italiano († 1636)
- Francesco Prestino, ingegnere italiano († 1648)
- Gilles Rousselet, incisore francese († 1686)
- Luca Saltarello, pittore italiano
- Giovanni Francesco Savaro, scrittore e oratore italiano († 1682)
- Paul Scarron, scrittore francese († 1660)
- Karel Škréta, pittore ceco († 1674)
- Giuseppe Tomasi, pittore italiano († 1672)
- Emmanuel Tzanes, pittore e presbitero greco († 1690)
- Jan Vos, drammaturgo e vetraio olandese († 1667)
- Daniël de Blieck, pittore olandese († 1673)
- Simón de León Leal, pittore spagnolo († 1687)
- Antonio de Solís, drammaturgo e storico spagnolo († 1686)

## Morti

### Gennaio
- 1º gennaio - François Feuardent, teologo, predicatore e francescano francese (n. 1539)
- 1º gennaio - Cinzio Passeri Aldobrandini, cardinale e mecenate italiano (n. 1551)
- 5 gennaio - Hieronymus Francken I, pittore e disegnatore fiammingo (n. 1540)
- 7 gennaio - Tommaso Buoninsegni, teologo italiano (n. 1531)
- 14 gennaio - Costanzo Pulcarelli, gesuita e umanista italiano (n. 1568)

### Febbraio
- 1º febbraio - Ascanio Persio, linguista, umanista e grecista italiano (n. 1554)
- 5 febbraio - Giuseppe de Rubeis, arcivescovo cattolico italiano (n. 1553)
- 25 febbraio - Philippe Canaye, giurista francese (n. 1551)

### Marzo
- 4 marzo - Maddalena Salvetti Acciaiuoli, nobile e poetessa italiana (n. 1557)
- 6 marzo - Benedetto Pereira, filosofo, teologo e linguista spagnolo
- 7 marzo - Maria di Sassonia-Weimar, religiosa tedesca (n. 1571)
- 21 marzo - Pompeo della Cesa,  italiano
- 23 marzo - Giovanni Antonio Viperano, vescovo cattolico, poeta e storiografo italiano (n. 1535)
- 26 marzo - Benedetto Gennari senior, pittore italiano (n. 1563)
- 27 marzo - Innocenzo Del Bufalo-Cancellieri, cardinale e vescovo cattolico italiano (n. 1566)
- 30 marzo - Anna Vasa, principessa svedese (n. 1545)

### Aprile
- 8 aprile - Leonard Meldert, compositore e organista fiammingo
- 15 aprile - Robert Parsons, gesuita inglese (n. 1546)
- 27 aprile - Hirata Masumune, militare giapponese (n. 1566)

### Maggio
- 2 maggio - Paolo Virchi, compositore e musicista italiano (n. 1552)
- 3 maggio - Michail Skopin-Šujskij, nobile e militare russo (n. 1586)
- 11 maggio - Ikoma Kazumasa, militare giapponese (n. 1555)
- 11 maggio - Matteo Ricci, gesuita, matematico e cartografo italiano (n. 1552)
- 14 maggio - Enrico IV di Francia, re (n. 1553)
- 19 maggio - Tomás Sánchez, gesuita e giurista spagnolo (n. 1550)
- 24 maggio - Joachim Moller, musicista tedesco (n. 1541)
- 27 maggio - François Ravaillac, insegnante e criminale francese (n. 1578)

### Giugno
- 15 giugno - Carlo III di Borbone, arcivescovo cattolico francese (n. 1554)
- 20 giugno - Simone Moschino, scultore e architetto italiano (n. 1553)
- 23 giugno - Juan Orozco Covarrubias y Leiva, vescovo cattolico spagnolo (n. 1544)

### Luglio
- 14 luglio - Francesco Solano, religioso, presbitero e santo spagnolo (n. 1549)
- 18 luglio - Caravaggio, pittore italiano (n. 1571)
- 20 luglio - Jean Errard, architetto, matematico e ingegnere militare francese (n. 1554)
- 22 luglio - Pedro Enríquez de Acevedo, generale e politico spagnolo (n. 1525)

### Agosto
- 1º agosto - Ina Tadatsugu, militare giapponese (n. 1550)
- 5 agosto - Alonso García de Ramón, militare spagnolo
- 11 agosto - Girolamo Pamphili, cardinale italiano (n. 1545)
- 23 agosto - Antonia di Lorena, principessa francese (n. 1568)
- 25 agosto - Mabel Browne, nobildonna inglese (n. 1536)
- 27 agosto - Anne Bacon, letterata e traduttrice inglese

### Settembre
- 19 settembre - Federico IV del Palatinato, nobile (n. 1574)
- 25 settembre - Jan Moretus, tipografo fiammingo (n. 1543)

### Ottobre
- 6 ottobre - Hosokawa Fujitaka, militare giapponese (n. 1534)
- 14 ottobre - Amago Yoshihisa, militare giapponese (n. 1540)
- 26 ottobre - Giuseppe Gagini, orafo italiano
- 26 ottobre - Francesco Vanni, pittore e incisore italiano (n. 1563)

### Novembre
- 2 novembre - Richard Bancroft, arcivescovo anglicano inglese (n. 1544)
- 9 novembre - George Somers, ammiraglio britannico (n. 1554)
- 13 novembre - Bonifacio Antelmi, ambasciatore e funzionario italiano (n. 1542)
- 24 novembre - Sofia di Hohenzollern, nobile (n. 1582)
- 28 novembre - Lorenzo Scupoli, presbitero, religioso e scrittore italiano

### Dicembre
- 3 dicembre - Honda Tadakatsu, generale giapponese (n. 1548)
- 10 dicembre - John Roberts, presbitero gallese
- 11 dicembre - Falso Dimitri II di Russia
- 11 dicembre - Adam Elsheimer, pittore e disegnatore tedesco (n. 1578)
- 21 dicembre - Caterina Vasa, principessa svedese (n. 1539)
- 31 dicembre - Ludolph van Ceulen, matematico e schermidore tedesco (n. 1540)

### Senza giorno specificato
- Ekathotsarot, militare siamese
- Bhagat Sunder, poeta e mistico indiano (n. 1560)
- Bernardo Bitti, gesuita, pittore e scultore italiano (n. 1548)
- Genesio Bresciani, ingegnere italiano (n. 1524)
- Antonio Carafa della Stadera, nobile italiano (n. 1586)
- Paolo Filippi, scrittore italiano (n. 1575)
- Girolamo Forni, imprenditore, pittore e collezionista d'arte italiano
- Orazio Gianuzio della Mantia, scacchista italiano
- Nicolò Vito di Gozze, filosofo dalmata (n. 1549)
- Sebastian II Grabner zu Rosenburg, nobile austriaco
- Gian Gerolamo Grumelli, nobile italiano (n. 1536)
- Anton Hering, giurista tedesco (n. 1550)
- Lodovick Lloyd, poeta gallese (n. 1573)
- Simone Lunadoro, vescovo cattolico e storico italiano
- Andrea Malaspina, nobile italiano
- Francisco de Mora, architetto spagnolo
- Giacomo Rovellio, vescovo cattolico italiano
- Alonso de Sotomayor, generale spagnolo
- Johann Waser, politico e condottiero svizzero
- Amina di Zaria, sovrana nigeriana (n. 1533)
- Ōuchi Sadatsuna, militare giapponese (n. 1545)

## Calendario
| Calendario 1610 | Calendario 1610 | Calendario 1610 | Calendario 1610 | Calendario 1610 | Calendario 1610 | Calendario 1610 | Calendario 1610 | Calendario 1610 | Calendario 1610 | Calendario 1610 | Calendario 1610 | Calendario 1610 | Calendario 1610 | Calendario 1610 | Calendario 1610 | Calendario 1610 | Calendario 1610 | Calendario 1610 | Calendario 1610 | Calendario 1610 | Calendario 1610 | Calendario 1610 | Calendario 1610 | Calendario 1610 | Calendario 1610 | Calendario 1610 | Calendario 1610 | Calendario 1610 | Calendario 1610 | Calendario 1610 | Calendario 1610 | Calendario 1610 |
| --------------- | --------------- | --------------- | --------------- | --------------- | --------------- | --------------- | --------------- | --------------- | --------------- | --------------- | --------------- | --------------- | --------------- | --------------- | --------------- | --------------- | --------------- | --------------- | --------------- | --------------- | --------------- | --------------- | --------------- | --------------- | --------------- | --------------- | --------------- | --------------- | --------------- | --------------- | --------------- | --------------- |
|                 | 1               | 2               | 3               | 4               | 5               | 6               | 7               | 8               | 9               | 10              | 11              | 12              | 13              | 14              | 15              | 16              | 17              | 18              | 19              | 20              | 21              | 22              | 23              | 24              | 25              | 26              | 27              | 28              | 29              | 30              | 31              |                 |
| Gennaio         | Ve              | Sa              | Do              | Lu              | Ma              | Me              | Gi              | Ve              | Sa              | Do              | Lu              | Ma              | Me              | Gi              | Ve              | Sa              | Do              | Lu              | Ma              | Me              | Gi              | Ve              | Sa              | Do              | Lu              | Ma              | Me              | Gi              | Ve              | Sa              | Do              |                 |
| Febbraio        | Lu              | Ma              | Me              | Gi              | Ve              | Sa              | Do              | Lu              | Ma              | Me              | Gi              | Ve              | Sa              | Do              | Lu              | Ma              | Me              | Gi              | Ve              | Sa              | Do              | Lu              | Ma              | Me              | Gi              | Ve              | Sa              | Do              |                 |                 |                 |                 |
| Marzo           | Lu              | Ma              | Me              | Gi              | Ve              | Sa              | Do              | Lu              | Ma              | Me              | Gi              | Ve              | Sa              | Do              | Lu              | Ma              | Me              | Gi              | Ve              | Sa              | Do              | Lu              | Ma              | Me              | Gi              | Ve              | Sa              | Do              | Lu              | Ma              | Me              |                 |
| Aprile          | Gi              | Ve              | Sa              | Do              | Lu              | Ma              | Me              | Gi              | Ve              | Sa              | Do              | Lu              | Ma              | Me              | Gi              | Ve              | Sa              | Do              | Lu              | Ma              | Me              | Gi              | Ve              | Sa              | Do              | Lu              | Ma              | Me              | Gi              | Ve              |                 |                 |
| Maggio          | Sa              | Do              | Lu              | Ma              | Me              | Gi              | Ve              | Sa              | Do              | Lu              | Ma              | Me              | Gi              | Ve              | Sa              | Do              | Lu              | Ma              | Me              | Gi              | Ve              | Sa              | Do              | Lu              | Ma              | Me              | Gi              | Ve              | Sa              | Do              | Lu              |                 |
| Giugno          | Ma              | Me              | Gi              | Ve              | Sa              | Do              | Lu              | Ma              | Me              | Gi              | Ve              | Sa              | Do              | Lu              | Ma              | Me              | Gi              | Ve              | Sa              | Do              | Lu              | Ma              | Me              | Gi              | Ve              | Sa              | Do              | Lu              | Ma              | Me              |                 |                 |
| Luglio          | Gi              | Ve              | Sa              | Do              | Lu              | Ma              | Me              | Gi              | Ve              | Sa              | Do              | Lu              | Ma              | Me              | Gi              | Ve              | Sa              | Do              | Lu              | Ma              | Me              | Gi              | Ve              | Sa              | Do              | Lu              | Ma              | Me              | Gi              | Ve              | Sa              |                 |
| Agosto          | Do              | Lu              | Ma              | Me              | Gi              | Ve              | Sa              | Do              | Lu              | Ma              | Me              | Gi              | Ve              | Sa              | Do              | Lu              | Ma              | Me              | Gi              | Ve              | Sa              | Do              | Lu              | Ma              | Me              | Gi              | Ve              | Sa              | Do              | Lu              | Ma              |                 |
| Settembre       | Me              | Gi              | Ve              | Sa              | Do              | Lu              | Ma              | Me              | Gi              | Ve              | Sa              | Do              | Lu              | Ma              | Me              | Gi              | Ve              | Sa              | Do              | Lu              | Ma              | Me              | Gi              | Ve              | Sa              | Do              | Lu              | Ma              | Me              | Gi              |                 |                 |
| Ottobre         | Ve              | Sa              | Do              | Lu              | Ma              | Me              | Gi              | Ve              | Sa              | Do              | Lu              | Ma              | Me              | Gi              | Ve              | Sa              | Do              | Lu              | Ma              | Me              | Gi              | Ve              | Sa              | Do              | Lu              | Ma              | Me              | Gi              | Ve              | Sa              | Do              |                 |
| Novembre        | Lu              | Ma              | Me              | Gi              | Ve              | Sa              | Do              | Lu              | Ma              | Me              | Gi              | Ve              | Sa              | Do              | Lu              | Ma              | Me              | Gi              | Ve              | Sa              | Do              | Lu              | Ma              | Me              | Gi              | Ve              | Sa              | Do              | Lu              | Ma              |                 |                 |
| Dicembre        | Me              | Gi              | Ve              | Sa              | Do              | Lu              | Ma              | Me              | Gi              | Ve              | Sa              | Do              | Lu              | Ma              | Me              | Gi              | Ve              | Sa              | Do              | Lu              | Ma              | Me              | Gi              | Ve              | Sa              | Do              | Lu              | Ma              | Me              | Gi              | Ve              |                 |